# Рабдитис
Рабдитис (лат. Rhabditis, =Rhabdonema) — род червей семейства угриц (Anguillulidae), класса круглых червей или нематод.
Этот род интересен в биологическом отношении, так как представляет хороший пример гетерогонии. А именно: одно поколение является раздельнополым и диморфным (то есть самцы отличаются от самок и по наружному виду), ведет свободный образ жизни и было описано под названием Rhabditis, а другое, сменяющее его поколение является гермафродитным, ведет паразитический образ жизни и было описано как самостоятельный род под названием Rhabdonema, пока более внимательное изучение истории развития не показало, что это только два чередующихся поколения одного рода.
Так, например, в легких наших лягушек и жаб паразитирует гермафродитная Rhabdonema nigrovenosum (описанная прежде под названием Ascaris nigrovenosa), достигающая 30-40 миллиметров длины, которая развивает сначала сперматозоиды, а затем яйца. Последние оплодотворяются, и внутри червя, то есть в его матке, из них развиваются зародыши, рождающиеся живыми. Они попадают в кишечник лягушки и вместе с пометом выходят из неё наружу. Попадая в воду, сырую землю или гниющие вещества зародыши проделывают линьку и достигают половой зрелости, превращаясь в раздельнополое (рабдитное) поколение ≈ Rhabditis, отличающееся от предшествовавшего (рабдонемного) поколения не только общей организацией, но и величиной (достигая лишь до 1 мм в длину). Это поколение живет на свободе в сырой земле или в иле; после оплодотворения в самках развиваются зародыши (летом 4, зимой 2), которые выедают все внутренности матери. Для дальнейшего развития они должны попасть в легкие лягушки или жабы; проникая через рот и бронхи в легкие, они развиваются там в гермафродитное (рабдонемное) поколение.
Другой интересный паразит — Rhabditis stercoralis intestinalis, известный также под названием Rhabdonema strongyloides. Его гермафродитное (рабдонемное) поколение (Rhabdonema intestinale или Anguillula intestinalis) паразитирует в кишечнике человека, причиняя тяжелые страдания (см. Глисты), а раздельнополое (рабдитное) поколение (Rhabditis stercoralis) ведет свободный образ жизни в сырой земле.